# Харачин-Цзои-Монгольский автономный уезд
Харачи́н-Цзои́-Монго́льский автономный уезд (кит. упр. 喀喇沁左翼蒙古族自治县, пиньинь Kālāqìn Zuǒyì Měnggǔzú zìzhìxiàn, монг. Харчин Зүүн Монгол өөртөө засах шянь) — автономный уезд в городском округе Чаоян, провинция Ляонин, КНР.

## История
В 1635 году здесь был образован хошун Харачин-Цзоици (喀喇沁左翼旗) государства Поздняя Цзинь. В 1738 году властями Цинской империи был создан коимссариат Тацзыгоу (塔子沟厅), который в 1778 году был преобразован в уезд Цзяньчан (建昌县), после чего началось параллельное сосуществование двух управленческих структур: китайским населением управляли структуры уезда, монгольским — структуры хошуна.
В 1914 году уезд Цзяньчан был преобразован в уезд Линъюань (凌源县) Специального административного района Жэхэ (в 1928 году преобразованного в провинцию Жэхэ). В 1931 году из него был выделен уезд Линнань (凌南县). В 1937 году уезды Линъюань и Линнань были вновь объединены в уезд Цзяньчан. 
В 1933 году эти земли были захвачены японцами, присоединившими их к марионеточному государству Маньчжоу-го. В 1940 году уезд был расформирован, а управление территорией сосредоточилось в структурах хошуна, который был переименован в Харачин-Цзоци (喀喇沁左旗).
После окончания Второй мировой войны и ликвидации Маньчжоу-го было восстановлено довоенное административное деление. Во время гражданской войны эти земли с 1947 года перешли под контроль коммунистов. В 1955 году провинция Жэхэ была ликвидирована и хошун вошёл в состав Специального района Цзиньчжоу (锦州专区) провинции Ляонин. 
В 1958 году Специальный район Цзиньчжоу был расформирован, и хошун, преобразованный в Харачин-Цзои-Монгольский автономный уезд, перешёл под юрисдикцию властей города Чаоян. В 1964 году был образован Специальный район Чаоян (朝阳专区), и уезд вошёл в его состав. В 1970 году Специальный район Чаоян был переименован в Округ Чаоян (朝阳地区).
Постановлением Госсовета КНР от 30 июня 1984 года округ Чаоян был расформирован, а вместо него был образован городской округ Чаоян.

## Административное деление
Автономный уезд делится на 3 уличных комитета, 14 посёлков и 5 волостей.